# Patricia Aranda
Pour les articles homonymes, voir Aranda.
Patricia Aranda est une joueuse de volley-ball espagnole, née le 27 juin 1979 à Maracena (Grenade). Elle mesure 1,81 m et joue au poste de passeuse. Elle totalise 58 sélections en équipe d'Espagne.

## Clubs
| Club                      | De        | À         |
| ------------------------- | --------- | --------- |
| C.D.U. Granada            | 1995-1996 | 1998-1999 |
| CV Albacete               | 1999-2000 | 2001-2002 |
| C.D.U. Granada            | 2002-2003 | 2004-2005 |
| CV Benidorm               | 2005-2006 | 2006-2007 |
| CV Las Palmas             | 2007-2008 | 2007-2008 |
| Universidad de Burgos     | 2008-2009 | 2008-2009 |
| Club Volei Miranda        | 2009-2010 | 2009-2010 |
| CAV Murcia 2005           | 2010-2011 | 2010-2011 |
| Béziers Volley            | 2011-2012 | 2012-2013 |
| Universidad Cesar Vallejo | 2013-2014 | 2013-2014 |
| Deportivo Géminis         | 2014-2015 | 2014-2015 |
| Universidad César Vallejo | 2015-2016 | 2015-2016 |
| Universidad de San Martín | 2016-2017 | 2016-2017 |
| Sporting Cristal          | 2017-2018 | …         |

## Palmarès
- Coupe d'Espagne
  - Vainqueur : 2011.
- Championnat de France
  - Finaliste : 2013.
- Championnat du Pérou
  - Finaliste : 2014-15, 2016-17.